# Masters Doubles WCT 1978
Il Masters Doubles WCT 1978 è stato un torneo di tennis giocato sul sintetico indoor. È stata la 6ª edizione del Masters Doubles WCT, che fa parte del Colgate-Palmolive Grand Prix 1978. Il torneo si è giocato a Kansas City negli Stati Uniti, dal 3 al 7 maggio 1978.

## Campioni

### Doppio maschile
Wojciech Fibak /  Tom Okker hanno battuto in finale  Robert Lutz /  Stan Smith con il punteggio di 6–7, 6–4, 6–0, 6–3